# A/UX
A/UX (de Apple Unix) foi uma implementação do sistema operacional Unix da Apple Computer para alguns de seus computadores Macintosh. As versões posteriores do A/UX eram compatíveis com as linhas Macintosh II, Quadra e Centris. A/UX foi lançado em 1988, com a última versão (3.3.1) lançada em 1995. A/UX requer um Macintosh com processador 68k, equipado com uma unidade de ponto flutuante (FPU) e unidade de gerenciamento de memória paginado (PMMU).
O sistema operacional era baseado no UNIX System V Release 2.2, com alguns recursos adicionais dos Releases 3 e 4, além dos BSDs 4.2 e 4.3. Era compatível com POSIX e System V Interface Definition (SVID) e incluía o protocolo de rede TCP/IP a partir da versão 2. Existiram rumores de uma versão utilizando o OSF/1 como código fonte, mas este sistema nunca foi revelado ao público, se realmente existiu.